# Zacarías Ferreira

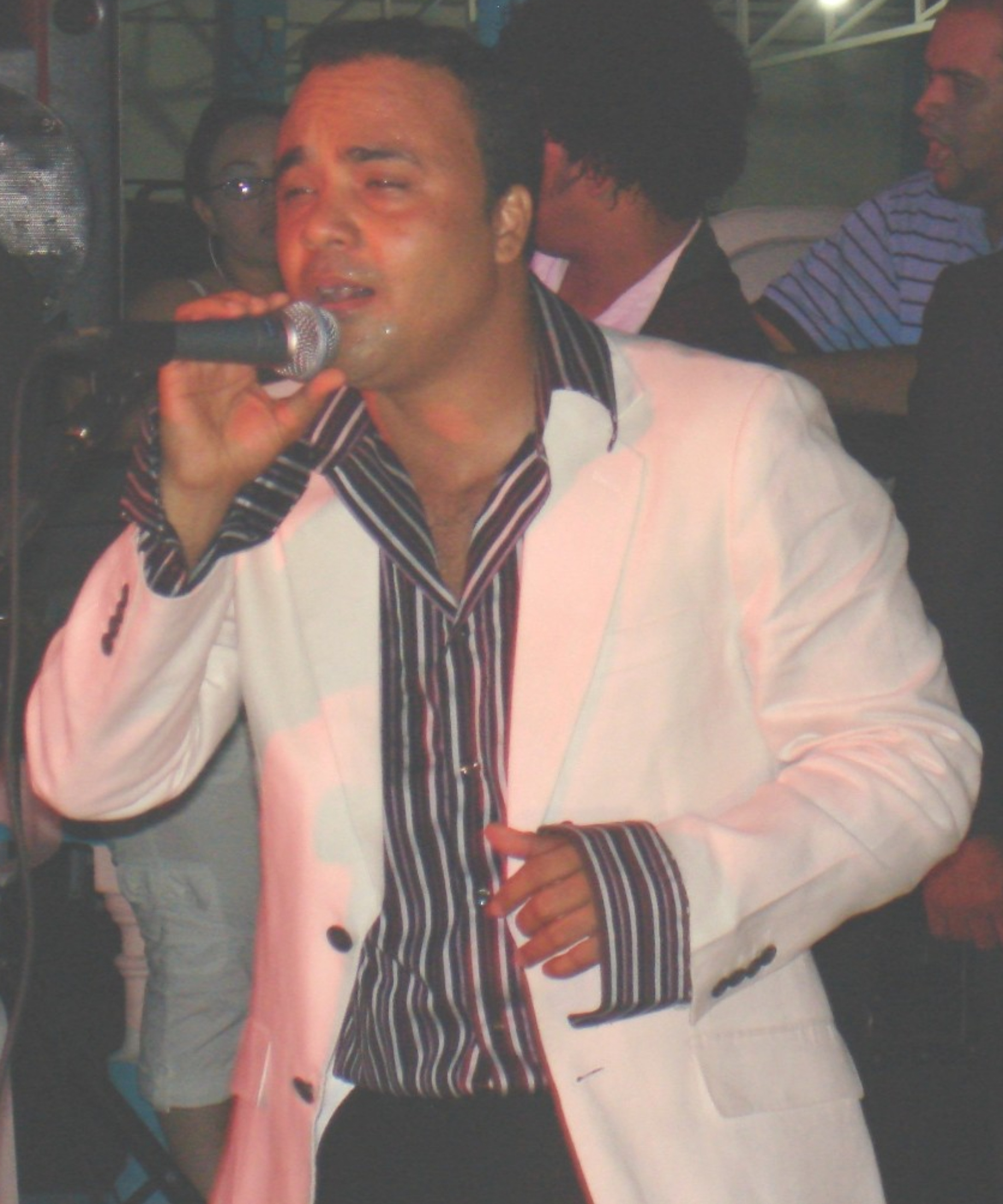
Zacarías Ferreira (2007)

Zacarías Ferreira de la Cruz (* 10. Oktober 1968 in Tamboril) ist ein dominikanischer Bachatasänger und -komponist.

## Leben und Wirken
Ferreira wuchs in einer musikalischen Familie auf. Um am Conservatorio National zu studieren, ging er nach Santo Domingo. Dort trat er mit verschiedenen Bachata-Gruppen u. a. fünf Jahre lang mit Brugal & Compania auf. 1997 veröffentlichte er sein erstes Soloalbum Me Libre, mit dem er einen Premio Casandra gewann. Auch sein zweites Album El Triste, das 2000 erschien, wurde mit dem Casandra ausgezeichnet. 2001 wurde er als erster Bachatasänger zum Festival del Presidente eingeladen, wo er mit Musikern wie Marc Anthony, Marco Antonio Solís und Los Hermanos Rosario auf der Bühne stand.
Im gleichen Jahr gab er bei einer siebenwöchigen Tournee durch die USA 77 Konzerte. Bei Campesino Records erschien sein drittes Album Adios. Nachdem die Bachata auch in den USA an Popularität gewonnen hatte, erschien sein Name bald auf den Billboard-Charts. Mit den Alben La Avispa (2006) und Dime Que Falto (2007) wurde der Bachatapionier einem weltweiten Publikum bekannt.

## Diskografie

### Alben
- 1997: Me Libere
- 2000: El Triste
- 2001: Adios
- 2003: Novia Mia
- 2004: El Amor Vencera (US: Platin (Latin))[1]
- 2004: Quiereme
- 2007: Dime Que Falto
- 2009: Te Dejo Libre
- 2011: Quedate Conmigo
- 2013: Mi dulzura
- 2015: Quiero Ser Tu Amor

### Singles (mit Auszeichnungen)
- 2002: Amiga Veneno (US: Platin (Latin))
- 2015: Me Sobran Las Palabras (US: Platin (Latin))
- 2016: La mejor de todas (US: Platin (Latin))
- 2016: Si Pudiera (US: Platin (Latin))
- 2017: Ya no te buscare (US: Platin (Latin))
- 2017: La asesina (US: Diamant (Latin))
- 2017: El intruso (US: ×3Dreifachplatin (Latin) )
- 2021: Los Recuerdos (US: Gold (Latin))